# Louis Colin

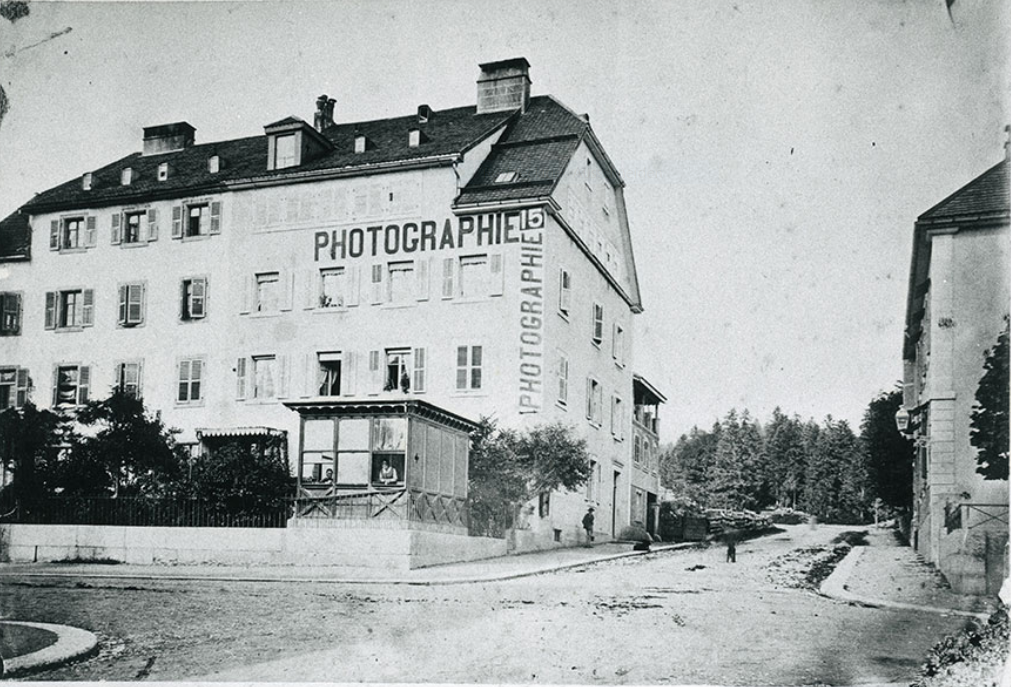
Colins Atelier

Louis Colin (* 13. Januar 1821 in Neuchâtel; † 1. April 1881 in La Chaux-de-Fonds) war ein Schweizer Fotograf.

## Leben
Louis Colin war wahrscheinlich von 1851 bis zu seinem Tod in La Chaux-de-Fonds als Porträtfotograf tätig. Danach übernahm sein 1851 geborener Sohn Ami das Fotoatelier in der Rue de l’Hôpital 15 (heute: Rue Numa-Droz 56). Dieser schloss sich im Januar 1882 mit Wilhelm Engst zusammen. Von Juni 1882 bis August 1885 allerdings führte Ernest Gartheis die Geschäfte. Alphonse Colin war ebenfalls ein Sohn Louis Colins. Zahlreiche Negative wurden 1886 nach einem Brand in Colins ehemaligem Atelier entdeckt.
Die Bibliothèque de la Ville da La Chaux-de-Fonds bewahrt im Fonds Louis Colin etwa 2600 Negative aus dem Nachlass Colins auf. Fotografien Colins befinden sich auch in der Abtei Saint-Maurice, im Château et musée de Valangin, im Pfyn Archiv Zeitgarten, im Schweizerischen Nationalmuseum und im Staatsarchiv des Kantons Nidwalden.
2017 fand eine Ausstellung von Bildern Colins statt.